# Terque
Terque község Spanyolországban, Almería tartományban. Lakosainak száma 384 fő (2024).

## Földrajza
Terque Alhabia, Alsodux, Huécija, Bentarique, Alhama de Almería, Alicún, Enix, Felix és Instinción községekkel határos.

## Népesség
A település lakosságának változását az alábbi diagram mutatja:
| Lakosok száma | 456  | 457  | 440  | 457  | 455  | 440  | 395  | 377  | 372  | 384  |
|               | 2001 | 2004 | 2006 | 2009 | 2011 | 2014 | 2016 | 2019 | 2021 | 2024 |